# Pinise Saul
Pinise Saul (Oos-Londen, 31 december 1941 – Londen, 27 oktober 2016) was een Zuid-Afrikaanse zangeres.

## Biografie
Saul werkte eerst vanaf 1957 in Tete Mbambisas zanggroep Four Yanks, waarmee het tot eerste opnamen kwam. In 1963 zong ze in de musical Xapa Goes to Town. In het opvolgende jaar verving ze Letta Mbulu in de show Back in Your Own Backyard en trad ze op tijdens het Castle Lager Jazz Festival.
Ze werkte verder als zangeres in Zuid-Afrika, voordat ze in 1975 met de musical Iphi-Ntombi in ballingschap ging. In Boston trad ze samen op met Bob Marley en Patti LaBelle, voordat ze naar het Verenigd Koninkrijk verhuisde. Sinds 1981 was ze lid van de band Zila van Dudu Pukwana, met wie ze ook regelmatig op gastreis was in Duitsland. Daarnaast was ze lid van Moire Music van Trevor Watts. Bovendien was ze te horen met Julian Bahulas Jabula en met de Brotherhood of Breath. In 2001 trad ze op met het M'Bizo-Projekt van David Murray en het World Saxophone Quartet tijdens het Moers Festival. Samen met Lucky Ranku leidde ze de band Township Express en de South African Gospel Singers. Ze behoorde ook tot de African Jazz Allstars en trad op met Adam Glasser en de Township Comets. Nu en dan trad ze op na het einde van de Apartheid in Zuid-Afrika. 

## Overlijden
Pinise Paul overleed in oktober 2016 op 74-jarige leeftijd aan de gevolgen van kanker.

## Discografie
- 1983: Dudu Pukwana Life in Bracknell & Willisau (Jika Records)
- 1986: Dudu Pukwana Zila ’86 (Jika Records)
- 1986: Chris McGregor and the South African Exiles Thunderbolt (PAM, met Pukwana, Ranku, Johnny Dyani, Harry Beckett, Ernest Mothle, Gilbert Matthews)
- 1988: John Stevens Fast Colour. Suite for Johnny Mbizo Dyani (met Pukwana, Evan Parker, Harry Beckett, Annie Whitehead, Nick Stephens)
- 1991: Canaille 91 – Festival für Improvisierte Musik in Frankfurt a.M.
- 1992: South African Friends Sangena: We Are Coming In - Live au Petit Faucheux (ADDA, met Ranku, Mike Rose, Phil Scragg, Roland Perrin, Victor Starkey)
- 1993: Chris McGregor’s Brotherhood of Breath The Memorial Concert (ITM Records)
- 1998: Township Express Fishbone (Jika Records)
- 2014: Adam Glasser Mzansi (Sunnyside Communications met Jason Yarde, Alec Dankworth e.a.)

- Gemeinsame Normdatei: 135212960
- International Standard Name Identifier: 0000 0000 4215 7648
- Library of Congress Control Number: no98013286
- Virtual International Authority File: 73465215
- WorldCat: E39PBJxMmqdxpFWBGHMhydMXVC